# Reheselja
Koordinaten: 58° 42′ N, 22° 31′ O
Reheselja ist ein Dorf (estnisch küla) in der Landgemeinde Hiiumaa (bis 2017: Landgemeinde Emmaste). Es liegt auf der zweitgrößten estnischen Insel Hiiumaa (deutsch Dagö).
Reheselja hat 36 Einwohner (Stand 31. Dezember 2011). Der Ort liegt auf der Südspitze der Insel.